# Castillo de Montalván
El castillo de Montalván era una antigua fortificación ubicada en el término de Montalbán de Córdoba (España).

## Historia
Según los datos que se han podido recopilar, este castillo era una torre vigía de época musulmana (siglo XII). No se sabe con certeza si fue obra de los almorávides o de los almohades, pero todo parece indicar que fue levantada como consecuencia de las guerras libradas entre ambos imperios y que afectaron a Córdoba y su campiña. Después de la reconquista de estas tierras en 1237 por Fernando III se llevó a cabo una reforma, ya que esta parte de la campiña era fronteriza con el Reino Nazarí de Granada. Terminada la reconquista de dicho reino en 1492, el castillo perdió su funcionalidad defensiva por lo que se fue abandonando poco a poco hasta quedar en estado ruinoso y fueron utilizados sus materiales para la construcción de casas, ermitas etc. manteniéndose parte de su estructura en pie hasta la década de 1930, momento en el que se derribó para evitar accidentes.

## Descripción
Era de planta cuadrada con ventanas saeteras y seguramente también tendría azotea para otear el horizonte. El sistema de construcción era mayormente tapial (típico de la época almorávide y almohade), pero también se usó piedra. Por un documento de 1519 de la Casa de Aguilar-Priego sabemos que el castillo de Montalbán contaba con los siguientes pertrechos y armamento: 12 lanzas, 6 corseletes (petos coraza) y 4 espingardas con sus atracadores y aparejo. Este castillo dio lugar a la población de Montalbán, donde se le recuerda aún con las nomenclaturas de la "Era del Castillo" que es donde se ubicaba y de la "calle del Castillo", que lo unía con la plaza principal del pueblo.